# Vesna Milosević
Vesna Milosević   (Kičevo, 29 d'agost de 1955) fou una jugadora d'handbol macedònia que va competir sota bandera de Iugoslàvia durant la dècada de 1970.
El 1980 va prendre part en els Jocs Olímpics de Moscou, on guanyà la medalla de plata en la competició d'handbol.